# Tom et le petit renard
Pour plus de détails, voir Fiche technique et Distribution.
Tom et le petit renard (子ぎつねヘレン, Kogitsune Heren) est un film japonais réalisé par Keita Kono et sorti en 2006.
Le film suit Tom qui découvre, au bord d'une route, un petit renard malade et orphelin. L'enfant décide de le garder et de tout tenter pour le sauver. Devenus des compagnons inséparables, il décide de l'appeler Hélène, parcourent une nature aussi belle que généreuse et leur amitié va changer la vie de Tom et celle de son entourage.

## Synopsis
Tom, un petit garçon, découvre en rentrant de l'école au bord d'une route un petit renard seul et abandonné. Il décide de rester avec lui en attendant que sa mère revienne, mais elle revient pas. Tom emmène alors le renard avec lui dans le cabinet vétérinaire de son beau-père, qui l'examine et découvre qu'une tumeur cérébrale a rendu l'animal sourd et aveugle. L'enfant, qui a appelé la petite renarde Helen en hommage à Helen Keller, espère pouvoir la sauver par une opération, si la renarde accepte de se nourrir... 
Au fil des semaines, l'enfant se dévoue entièrement à Helen. Il tente de lui faire découvrir le monde, et quand son état s'aggrave, décide de la confier à un chirurgien vétérinaire. Mais une opération est impossible, et l'enfant récupère Helen, qu'il soigne et accompagne jusqu'au bout.

## Fiche technique
- Titre : Tom et le petit renard
- Titre original : 子ぎつねヘレン (Kogitsune Heren?)
- Réalisation : Keita Kono
- Scénario : Masako Imai, d'après un roman de Minoru Taketazu
- Musique : Yukie Nishimura
- Photographie : Takeshi Hamada
- Montage : Takuya Taguchi
- Date de sortie :
  - Japon : 18 mars 2006

## Distribution
- Takao Ōsawa : Koji Yajima
- Yasuko Matsuyuki : Ritsuko Ogawara
- Arashi Fukasawa : Taichi Ogawara
- Ryôko Kobayashi : Misuzu Yajima
- Shunji Fujimura : Professeur Uehara